# 挾間町古野
挾間町古野（はさままちふるの）とは、大分県由布市内の大字。郵便番号は879-5511。

## 地理
由布市の東部に位置する。大分大学挾間キャンパスの学生街となっているほか大分市のベッドタウンを形成されている。時期不明（少なくとも大分ヶ医科大学開校以降）だが東院の一部・古野の一部で住居表示を行い、挾間町医大ヶ丘が成立した。医大ケ丘、赤野、三船、来鉢、北方、下市と接する。
付近には大分県の郷土料理である「やせうま」発祥の地とされる記念碑が置かれている。

## 歴史
- 1954年10月1日 - 大分郡挾間村・谷村・石城川村・由布川村が合併し、挾間村が成立。（大分郡挾間村）
- 1955年4月1日 - 町制施行し、挾間町となる。（大分郡挾間町大字古野）
- 1970年代以降 - 東院の一部・古野の一部で住居表示を行い、挾間町医大ヶ丘が成立、住居表示を実施。
- 2005年10月1日 - 挾間町・庄内町・湯布院町で新設合併、市政施行で由布市が成立。大字表記および、小字、番地の「の」が廃止される。（由布市挾間町古野）[3]。

## 小・中学校の学区
市立小・中学校に通う場合、学区は以下の通りとなる。
| 町名       | 小学校               | 中学校             |
| ---------- | -------------------- | ------------------ |
| 挾間町古野 | 由布市立由布川小学校 | 由布市立挾間中学校 |

## 交通

### バス
大分バス、由布市が運営するコミュニティバスが運行している。
大分バスはL22系統 金池ターミナル - 大分 - 大石町 - 大学病院 -赤野線が運行されている。

### 道路
- 大分県道207号大分挾間線
- 大分県道601号小挾間大分線

## 施設
- 由布市立由布川小学校
- 由布市由布川地域交流センター
- やせうま発祥の地